# Green building council
Un consell de construcció verda (GBC) és qualsevol organització nacional sense ànim de lucre i no governamental que forma part d'una xarxa global reconeguda pel World Green Building Council. L'objectiu d'un consell de construcció verda és promoure una transformació de l'entorn construït cap a un que sigui sostenible (edificis i ciutats ambientalment sensibles, econòmicament viables, socialment just i culturalment significatius).

## Llista de GBC reconeguts
Al desembre del 2020, hi havia almenys 39 nacions amb GBC establerts, 10 reconeguts com a membres "emergents" i altres en procés de desenvolupament. A finals de 2020, hi havia al voltant de 70 GBC en diferents etapes de desenvolupament.
El Green Building Council Russia (RuGBC) es va formar l'any 2009 i busca l'estat emergent. El creixement als països de la CEI acompanya el creixement del nombre de projectes de construcció verda en aquests països, és a dir, els certificats LEED o estàndard BREEAM.
Hi ah consells constituïts.